# Hymenostylium diversifolium
Hymenostylium diversifolium är en bladmossart som beskrevs av J. Fröhlich 1964. Hymenostylium diversifolium ingår i släktet Hymenostylium och familjen Pottiaceae. Inga underarter finns listade i Catalogue of Life.